# Kremeš
Kremeš är ett samhälle i Bosnien och Hercegovina.   Det ligger i entiteten Federationen Bosnien och Hercegovina, i den centrala delen av landet, 9 km norr om huvudstaden Sarajevo. Kremeš ligger 797 meter över havet och antalet invånare är 181.
Terrängen runt Kremeš är kuperad.Runt Kremeš är det ganska tätbefolkat, med 93 invånare per kvadratkilometer.. Närmaste större samhälle är Sarajevo, 8,8 km söder om Kremeš. 
Omgivningarna runt Kremeš är en mosaik av jordbruksmark och naturlig växtlighet.